# 平和を愛する世界人として
平和を愛する世界人として（へいわをあいするせかいじんとして）は、文鮮明によって著された書籍。

## 概要
2009年10月に創芸社から出版。
文鮮明は16歳のときにイエス・キリストと霊的に出会って、将来の人類を救援する使命を受けるという啓示を受けたと記している。20代半ばにもう一度霊的な体験をして統一教会の論理を整えて、イエス・キリストが果たさなかった理想の世界を地上で成し遂げるということを記している。
日本に国を奪われた悲劇はいつ終わるのかや、わが民族の受ける苦痛の意味は何なのかなどの怒りを感じながら戦争中の日本に留学して、その時の文鮮明の日常が記されている。川崎市の鉄工所で労働者と共に働いていた文鮮明の実感は、東京とは見た目は華やかでも貧者の天下であり、これは日本人では気付けないことであると記している。
1941年に早稲田高等工学校に入学して、そこで留学生の地下独立運動に加わったため警察の監視対象となり、しばしば取調べを受けて殴られた。日本への怒りは強かったと記している。
1991年11月30日から1週間北朝鮮を訪問して金日成と面会して、その際に文鮮明が金日成に対して、金日成主席は年上であるため兄貴分ですねと挨拶したところ、金日成は兄弟として一緒に頑張りましょうと返答したと記している。
京都民報の2009年11月29日の週間ベストセラーランキングで2位になる。
2013年4月から2014年8月までに放送された100分de名著のスタジオセットに『平和を愛する世界人として』が配置され、番組で映っていた。これについてはNHK側は、担当者が業者を通じて購入した古本の中に含まれていたと釈明。